# All Shook Up
Singles de Elvis Presley
Too Much (Let Me Be Your) Teddy Bear
Clip vidéo
[vidéo] « Elvis Presley - All Shook Up », sur YouTube
[vidéo] « Elvis Presley - Medley: Heartbreak Hotel - Hound Dog - All Shook Up », sur YouTube
All Shook Up (Tout chamboulé, en anglais) est une chanson rockabilly d'Elvis Presley, enregistrée en single en 1957,(vendu à 2 millions d'exemplaires), et intégrée à son album compilation Elvis' Golden Records de 1958 (vendu à 6 millions d'exemplaires), un des premiers et plus importants succès de sa carrière et de l'histoire du rock.

## Histoire
Otis Blackwell écrit cette chanson sur le thème des effets d'un « coup de foudre amoureux ».
« Je suis amoureux, je suis tout chamboulé, mm-mm, ouais, ouais, ouais, oh, eh bien, mes mains tremblent et mes genoux sont faibles, je n'arrive pas à me tenir debout, qui remerciez-vous quand vous avez une telle chance ?... ».
David Hess l'enregistre sans succès en version country rock sur un premier single en 1956, avec le label Aladdin Records, sorti en 1957.
Elvis Presley achète alors une partie des droits de la chanson à l'auteur, qu'il reprend et adapte avec son style rockabilly (genre musical naissant de l'époque, à base de mélange de rock 'n' roll, de musique country et de rhythm and blues). Il l'enregistre le 12 janvier 1957, avec ses musiciens Scotty Moore (guitare), Bill Black (contrebasse), D.J. Fontana (batterie), et ses choristes, The Jordanaires, aux studios Radio Recorders (en) d'Hollywood à Los Angeles en Californie. Elle est éditée en single le 22 mars chez RCA Victor, avec That's When Your Heartaches Begin en face B, pour devenir un de ses nombreux succès phénoménaux, n°1 du Billboard Hot 100 américain, à partir du 13 avril durant huit semaines, double-disque d'or, vendu à 2 millions d'exemplaires, ainsi que première chanson du King à se classer n°1 au Royaume-Uni (1957).
Ce titre fait partie des nombreux tubes qui valent à Elvis Presley le surnom de « King of Rock and Roll » depuis son premier album Elvis Presley de 1956 et avec ses nombreux singles et albums suivants.
Otis Blackwell l'enregistre à son tour sur l'album We Wrote 'Em and We Sing 'Em de 1961, et sur son album These Are My Songs! de 1977.

## Distinctions
- 1957 : n°1 du Billboard Hot 100 américain (en), durant huit semaines.
- 1957 : n°1 au Royaume-Uni (1957) (UK Singles Chart).
- 2003 : 352e plus grande chanson de tous les temps, du magazine Rolling Stone.

## Au cinéma
Elle est reprise dans divers films, émissions de télévision et publicités, dont :
- 1988 : Cocktail, de Roger Donaldson, avec Tom Cruise, interprétée par Ry Cooder
- 1992 : Lune de miel à Las Vegas, d'Andrew Bergman, interprétée par Billy Joel

## Reprises et adaptations
Ce tube est repris par Elvis dans de nombreuses compilations de ses plus grands succès. La chanson est également reprise par de nombreux interprètes, dont : 
- 1961 : Otis Blackwell, album We Wrote 'Em and We Sing 'Em.
- 1969 : Jeff Beck Group, avec Rod Stewart au chant et Ron Wood à la basse, sur l'album Beck-Ola
- 1973 : Suzi Quatro, sur son album éponyme
- 1987 : Ry Cooder, sur Get Rhythm
- 1994 : Kris Kristofferson, sur la compilation Brace Yourself
- 1998 : Helena Noguerra, sur Projet : bikini
- 1999 : Paul McCartney, sur l'album de reprises Run Devil Run
- 2001 : Cliff Richard, sur l'album Wanted
- 2009 : Bruce Springsteen, lors d'un concert à Philadelphie
- 2010 : Superbus, lors de leur mini-tournée Superbus chantent leurs plus grands succès

et encore par Pat Boone, Albert King, Johnny Farago, The Residents, Robert Palmer, etc.